# Shirak Poghosyan
Shirak Poghosyan, född 24 september 1969, är en armenisk friidrottare. Han deltog vid olympiska sommarspelen 2000.